# 多花碱茅
多花碱茅（学名：Puccinellia multiflora）为禾本科碱茅属下的一个种。其种加词“multiflora”意为“多花的”。